# 멜버른

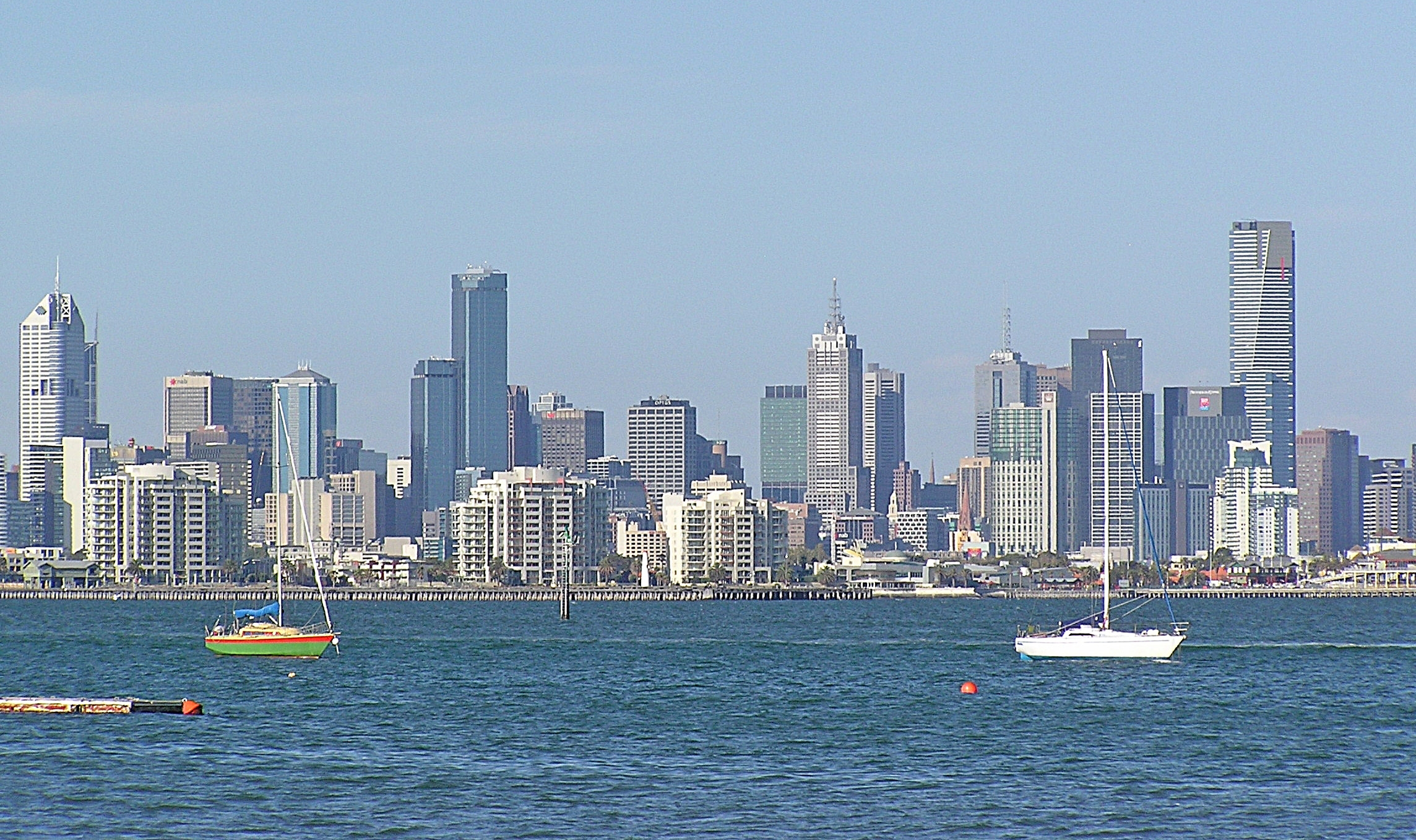
Hobsons Bay에서 본 스카이라인

멜버른(영어: Melbourne locally [ˈmɛɫbn̩] ( 듣기)) 또는 멜번은 오스트레일리아의 도시로, 빅토리아주의 주도이다. 오스트레일리아에서 시드니 다음으로 큰 도시이다. 통칭 멜버른이라고 하면 멜버른 시(City of Melbourne) 포함 주변 대도시권 9,900 km2 (3,800 mi²)를 가리킨다. 멜버른의 대도시권은 포트 필립으로부터 단데농 산맥(Dandenong Ranges)과 마세돈 산맥(Macedon Ranges), 그리고 모닝턴 반도(Mornington Peninsula)와 야라 밸리(Yarra Valley)까지 뻗어있다. 멜버른은 총 79개의 소도시로 구성되어 있다.
2016년 영국 경제전문지 이코노미스트 분석기관 인텔리전트 유닛(EIU)의 ‘살기 좋은 도시’에 6년 연속 1위를 차지한 도시이기도 하다. 빅토리아주의 상업, 각종 산업 및 문화적인 활동의 중심지이며 도시 곳곳에 공원이 있어 ‘정원의 도시’란 별칭이 있다. 또한 스포츠 도시로도 유명하다. 1956년 하계 올림픽과 2006년 코먼웰스 게임의 주최 도시였다. 멜버른 거주자는 멜버니안(Melburnian)이라는 명칭으로 부른다.

## 개요
멜버른 시 근교를 포함한 대도시권의 크기는 9,990.5 km2, 인구는 2024년 기준 약 5백7만명이다. 멜버른 도심의 크기는 37.7 km2이고, 140,800명 이상이 거주하고 있다.(2016년 통계 기준)

## 역사
현재 멜버른 도심 지역이 위치한 포트 필립과 야라강 사이 지역은 몇몇 다른 언어를 쓰는 오스트레일리아 원주민의 집합체인 쿨린의 땅이었다. 그들의 선조는 31,000-40,000년 전부터 그 지역에 살아왔다. 그들은 어업, 수렵, 채집 등을 행하며, 포트 필립의 풍부한 자원에 의지해 생활하고 있었다. 유럽 이민자에 의해 반입된 질병으로 많은 타격을 받았다. 쿨린 족은 학대, 오진, 알코올, 성병으로 그 수가 급격히 줄어들었다. 1870년대까지 많이 남아있던 쿨린족이 현재는 거의 찾아보기 힘들며, 오늘날 멜버른에 사는 대부분의 원주민은 다른 지역에서 온 사람들이다. 오늘 원주민의 역사에 남아 있는 것은 카누에 쓰인 나무가 멜버른 크리켓 그라운드 근처에 있는 것과 포트 필립 연안에 있는 패총 정도이다.
1798년에 웨스턴 포트까지 간 죠지 배스에 의해서, 배스 해협이 발견된다. 레이디 넬슨호로 1802년에 존 말레이가 포토 필립을 발견하면서, 매슈 플린더스가 그 뒤를 이었다. 1803년에 찰즈 그림즈는 야라강의 하구를 발견했고, 지금의 케이라 지구까지 도달하였다. 같은 해 1803년 하반기에 NSW 총독은 프랑스의 배스 해협 지역의 점령을 두려워해서 데이비드 콜린스 대령을 300명의 죄수와 함께 포토 필립, 모닌톤 반도의 소렌트에 보내 거주지를 개척하려 했다. 그러나 담수의 부족으로 단념하고 만다. 1804년에 태스매니아로 거주지를 옮겨 호바트를 만든다. 그 죄수 중에는 이후의 개척자이자, 정치가인 존 파스코 포크너가 있었다.
배스 해협의 북쪽 해안에는 고래 수렵꾼과 물개 수렵꾼이 20년 정도 있었다. 1824년 해밀턴 흄과 윌리엄 호벨은 육로로 NSW에서 웨스턴 포트를 목표로 해 왔지만, 대신 코라이오 만에 도착했고 양질의 목초지를 발견한다. 10년 후, 태즈마니아에서 방목을 하던 에드워드 헨티는 지금의 빅토리아 서부 포틀랜드(Portland, Victoria)의 왕 영지에 불법 양목장을 설립했다.
포트 필립스 협회의 회원이자, 북쪽 태즈마니아에서 성공한 농부 존 배트맨은 더욱 많은 방목지를 구하기 위해 1835년 4월, 버스 해협의 포토 필립을 건너 야라강의 하구에 도착한다. 6월 8일 그의 수기에, "그리고 보트는 넓은 강을 올랐다... 그리고... 6마일 상류에 양질의 매우 깊은 강을 찾아낸 것을 기쁘다고 생각한다. 이곳은 마을이 될 것이다.(This will be the place for a village.)"라고 써 있다. 이 마지막 문장은 후에 멜버른 건설 헌장으로서 유명해 졌다.
배트맨은 론세스톤으로 돌아와 야라에 거주지를 개척하기 위한 대규모 탐사를 준비한다. 그러나 동 시기에 론세스톤의 실업가였던, 존 파스코 포크너가 같은 생각을 가지고 있었다. 포크너는 스쿠너선 엔터프라이즈호를 사 이주하려고 하는 사람들과 함께 4월 4일에 출항했다. 1835년 4월 30일에 대리 함장을 맡고 있던 존 랜시는 거주지가 될 땅을 고르고, 배를 정박시켜 배 위의 짐을 내렸다. 그곳은 야라강 북쪽 기슭으로 지금의 스펜서 스트리트와 킹스 브릿지 사이 부근이었다.
한편으로 배트맨은 레벡카호로 출항하여, 9월 2일에 야라에 도착했지만 이미 포크너의 사람들이 있는데 낙담하면서 분개했다. 하지만 두 집단에게 충분한 토지가 있었기 때문에, 10월 16일 포크너가 다른 거주자와 함께 도착하자, 그는 토지를 분배하고, 누가 최초로 도착했는 지로 논쟁하지 않는다는 것에 동의 했다. 배트맨과 포크너는 새로운 마을에 살았고, 1837년 3월에 영국 수상 멜버른 경을 기념하여 정식으로 "멜버른"으로 불릴 때까지 몇 개의 다른 이름이 그 마을에 사용되었다.
멜버른은 야라 하구 언덕에 텐트나 오두막 모임에서 시작되었지만 10년도 지나지 않아 목축의 중심지가 되었고, 돌이나 벽돌로 금융 빌딩이 지어졌다. 1836년 9월에는 뉴사우스 웨일즈 식민지의 포토 필립 지구의 행정 중심지가 된다.
1851년 7월 거주자들에 의한 빅토리아를 독립 식민지로 하는 운동을 수습한 라 트로브가 최초의 총독 대리가 되었다. 몇 달 후 금이 밸러랫, 벤디고를 비롯한 식민지의 각지에서 발견되었다. 계속된 골드 러시는 빅토리아, 특히 멜버른을 급격하게 변혁시켰다.

### 골드 러시 이후

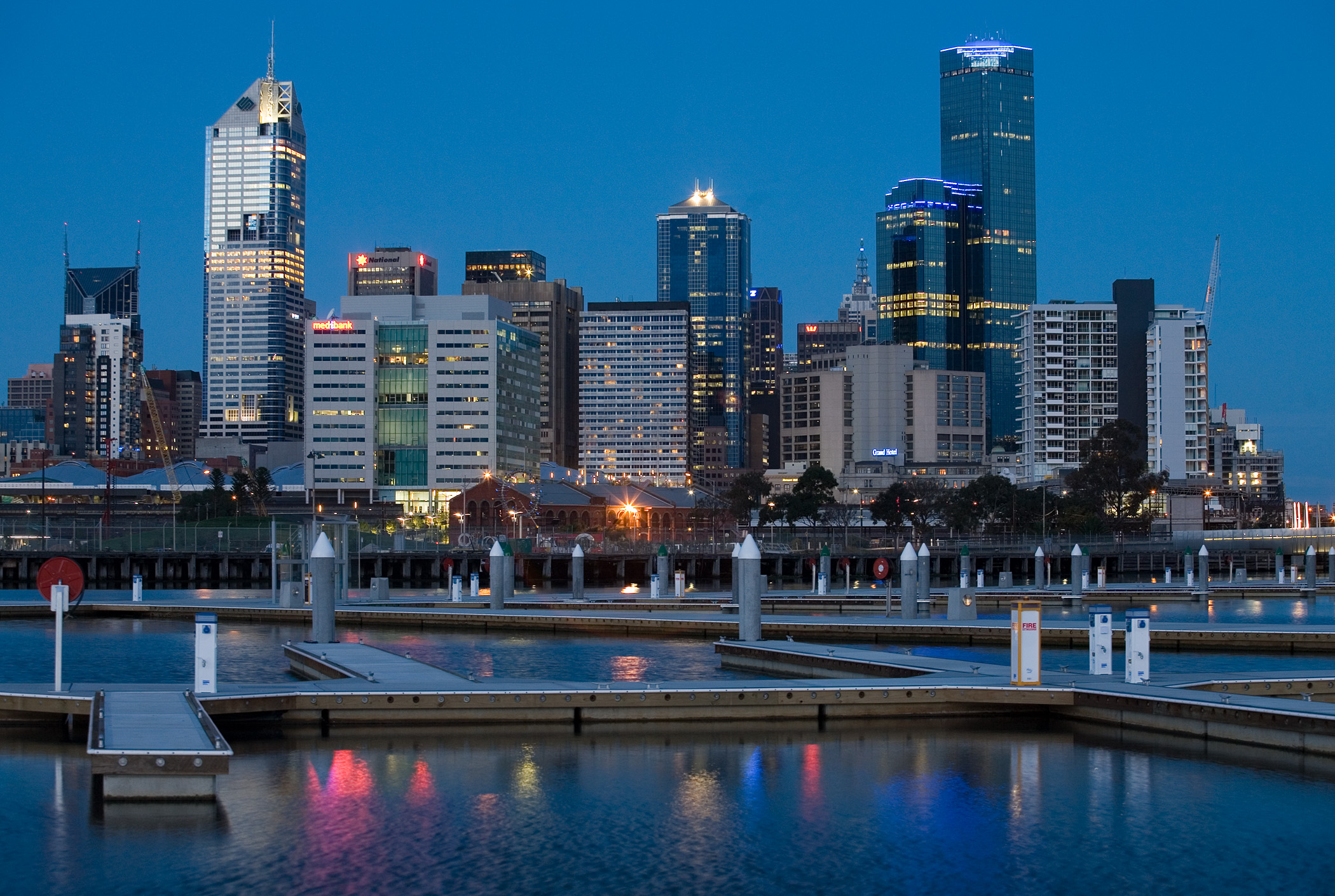
멜버른의 중심상업구역(CBD)

1850년대 빅토리아 중앙에서 금이 발견됨에 따라 골드 러시가 시작되었고 항구를 통해 무역의 필요로 급속하게 발전했다. 1880년대는 대영제국에서 두 번째로 큰 도시가 되어 "좋은 멜버른"으로 알려졌다. 오늘은 빅토리아 여왕 시대의 건물이 런던을 제외한 전 세계 도시에서 가장 많이 남아 있다.
1901년에 호주가 성립된 후 1927년에 캔버라로 이전이 시작되기 전에는 연방의 임시수도였다.
제2차 세계대전 때에는 이민자의 유입으로 20세기 전반은 꾸준히 성장을 계속했다. 1956년 남반구 최초의 하계 올림픽대회 (멜버른 올림픽)가 개최되었다. 2000년 시드니 올림픽이 개최되기 전까지는 남반구에서 유일한 개최지였다. 1990년대에 《크라운 카지노》와 《멜버른 박물관》, 《멜버른 전시 컨벤션 센터》 등 공공 건축물이 활발하게 건설되었다.

## 지리

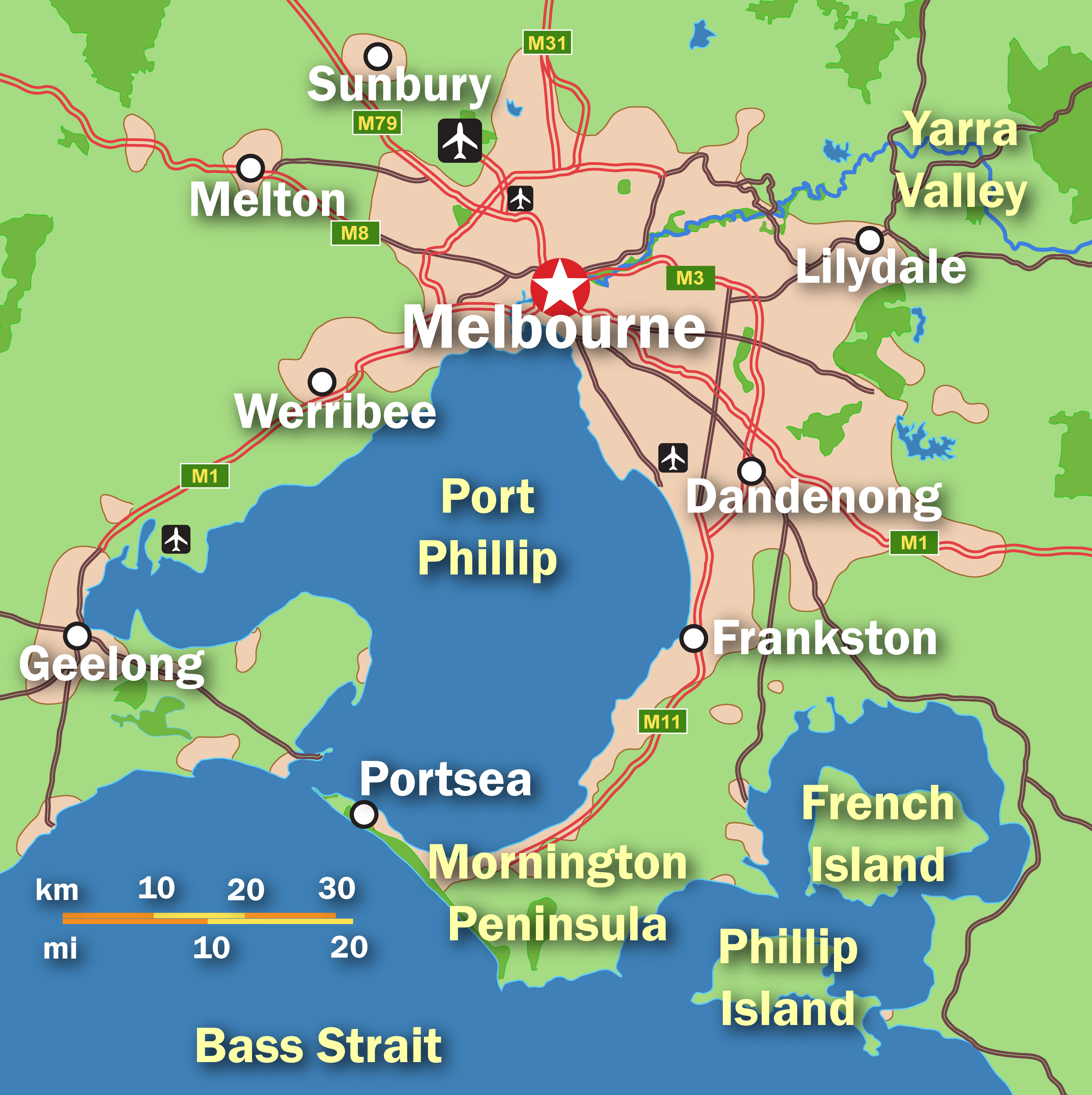
멜버른 광역도시권

멜버른은 호주 대륙의 남동부에 위치하고 있으며 대륙에서는 최남단에 위치한 빅토리아의 주도이다. 지리적으로 보면, 서쪽으로 네 개의 용암이 흘렀던 합류 지점에, 동쪽으로는 제4기 이암이, 포트 필립스를 따라서 남동쪽으로 홀로세 모래가 쌓인 합류지점에 건설되었다. 남동쪽 시외는 마사 산과 크레인본을 가로지르는 셀윈 단층 위에 자리잡고 있다.
멜버른은 야라를 따라 야라 계곡과 단데농 산맥 쪽으로 뻗어있으며, 동쪽으로는 야라 산맥으로 확장되어 있다. 북쪽으로는 야라 지류의 침수된 관목 계곡을 관통하고 있다.
포트 필립 베이에 위치한 교외 동쪽으로 펼쳐져 있다. 만 입구의 남동부에 위치한 쇼핑센터와 야라 구릉에서 야라강이 따라 흐르고, 마리비농 강과 그 지류의 서쪽과 북쪽은 평평한 농업지역이다.
구 시가지는 초 고층 빌딩이 늘어선 풍경을 볼 수 있고, 그 남단은 야라강에 접한다. 교외는 인구 밀도가 낮고, 한쪽 편 4차선 정도의 도로가 바둑판의 목장에 깔려 있고, 단독주택에서는 넓은 정원을 가진 집들이 늘어서 있다.

### 기후
서안 해양성 기후(Cfb)로 분류되지만, 일교차가 크고 날씨가 변하기 쉽다. 겨울에는 호주의 주도 중에서 가장 춥지만, 눈이 내리는 경우는 드물다. 2006년에는 관측 사상 최악의 가뭄에 시달렸다. 평소라면 년간 비교적 강수량이 많은 9월, 10월에 전혀 비가 내리지 않았다. 2009년 2월 7일에는 관측 사상 최고 기온 46.4°C를 관측했다. 이는 평년보다 약 20 °C 높은 것이었다.
| 멜버른 공항의 기후                                                       | 멜버른 공항의 기후 | 멜버른 공항의 기후 | 멜버른 공항의 기후 | 멜버른 공항의 기후 | 멜버른 공항의 기후 | 멜버른 공항의 기후 | 멜버른 공항의 기후 | 멜버른 공항의 기후 | 멜버른 공항의 기후 | 멜버른 공항의 기후 | 멜버른 공항의 기후 | 멜버른 공항의 기후 | 멜버른 공항의 기후 |
| 월                                                                       | 1월                | 2월                | 3월                | 4월                | 5월                | 6월                | 7월                | 8월                | 9월                | 10월               | 11월               | 12월               | 연간               |
| ------------------------------------------------------------------------ | ------------------ | ------------------ | ------------------ | ------------------ | ------------------ | ------------------ | ------------------ | ------------------ | ------------------ | ------------------ | ------------------ | ------------------ | ------------------ |
| 역대 최고 기온 °C (°F)                                                   | 46.0 (114.8)       | 46.8 (116.2)       | 40.8 (105.4)       | 34.5 (94.1)        | 27.0 (80.6)        | 21.8 (71.2)        | 21.3 (70.3)        | 24.6 (76.3)        | 30.2 (86.4)        | 36.0 (96.8)        | 41.6 (106.9)       | 44.6 (112.3)       | 46.8 (116.2)       |
| 일평균 최고 기온 °C (°F)                                                 | 27.0 (80.6)        | 26.7 (80.1)        | 24.4 (75.9)        | 20.6 (69.1)        | 16.7 (62.1)        | 14.0 (57.2)        | 13.4 (56.1)        | 14.7 (58.5)        | 17.1 (62.8)        | 20.0 (68.0)        | 22.6 (72.7)        | 24.8 (76.6)        | 20.2 (68.3)        |
| 일일 평균 기온 °C (°F)                                                   | 20.6 (69.1)        | 20.6 (69.1)        | 18.6 (65.5)        | 15.4 (59.7)        | 12.5 (54.5)        | 10.2 (50.4)        | 9.6 (49.3)         | 10.4 (50.7)        | 12.1 (53.8)        | 14.3 (57.7)        | 16.6 (61.9)        | 18.5 (65.3)        | 14.9 (58.8)        |
| 일평균 최저 기온 °C (°F)                                                 | 14.2 (57.6)        | 14.4 (57.9)        | 12.8 (55.0)        | 10.1 (50.2)        | 8.3 (46.9)         | 6.4 (43.5)         | 5.8 (42.4)         | 6.0 (42.8)         | 7.2 (45.0)         | 8.7 (47.7)         | 10.6 (51.1)        | 12.3 (54.1)        | 9.7 (49.5)         |
| 역대 최저 기온 °C (°F)                                                   | 6.0 (42.8)         | 4.8 (40.6)         | 3.7 (38.7)         | 1.2 (34.2)         | 0.6 (33.1)         | −0.9 (30.4)        | −2.5 (27.5)        | −2.5 (27.5)        | −1.1 (30.0)        | 1.0 (33.8)         | 0.9 (33.6)         | 3.5 (38.3)         | −2.5 (27.5)        |
| 평균 강수량 mm (인치)                                                    | 39.3 (1.55)        | 41.4 (1.63)        | 37.5 (1.48)        | 42.1 (1.66)        | 34.3 (1.35)        | 41.5 (1.63)        | 32.8 (1.29)        | 39.3 (1.55)        | 46.1 (1.81)        | 48.5 (1.91)        | 60.1 (2.37)        | 52.5 (2.07)        | 515.5 (20.30)      |
| 평균 강수일수 (≥ 0.2 mm)                                                 | 8.3                | 7.5                | 8.4                | 9.9                | 12.0               | 13.0               | 14.0               | 14.8               | 13.9               | 12.5               | 10.8               | 9.9                | 135.0              |
| 평균 오후 상대 습도 (%)                                                  | 44                 | 45                 | 46                 | 50                 | 59                 | 65                 | 63                 | 57                 | 53                 | 49                 | 47                 | 45                 | 52                 |
| 평균 월간 일조시간                                                       | 272.8              | 231.7              | 226.3              | 183.0              | 142.6              | 120.0              | 136.4              | 167.4              | 186.0              | 226.3              | 225.0              | 263.5              | 2,381              |
| 가능 일조율                                                              | 61                 | 61                 | 59                 | 56                 | 46                 | 43                 | 45                 | 51                 | 52                 | 56                 | 53                 | 58                 | 53                 |
| 출처: 오스트레일리아 기상청 (평년값: 1991년~2020년, 극값: 1970년~2022년) |                    |                    |                    |                    |                    |                    |                    |                    |                    |                    |                    |                    |                    |

## 국민
| 멜버른 도시인구밀구 (명/\|ha]]) | 멜버른 도시인구밀구 (명/\|ha]]) | 멜버른 도시인구밀구 (명/\|ha]]) |
| ------------------------------- | ------------------------------- | ------------------------------- |
| 1951                            | 23.4                            |                                 |
| 1961                            | 21.4                            |                                 |
| 1971                            | 18.1                            |                                 |
| 1976                            | 16.75                           |                                 |
| 1981                            | 15.9                            |                                 |
| 1986                            | 16.05                           |                                 |
| 1991                            | 16.8                            |                                 |
| 1996                            | 17.9                            |                                 |

| 멜버른의 인구 | 멜버른의 인구 | 멜버른의 인구 |
| ------------- | ------------- | ------------- |
| 1836          | 177           |               |
| 1851          | 29,000        |               |
| 1854          | 123,000       | (골드러시)    |
| 1860          | 140,000       |               |
| 1880          | 280,000       |               |
| 1890          | 490,000       |               |
| 1895          | 900,000       | (경제붕괴)    |
| 1956          | 1,500,000     |               |
| 1981          | 2,806,000     |               |
| 1991          | 3,156,700     | (경제불황)    |
| 2001          | 3,366,542     |               |
| 2004          | 3,592,975     |               |
| 2006          | 3,720,300     | (2006 추정)   |
| 2030          | 4,500,000     | (예측)        |

이 도시는 탄생 이래, 19세기의 골드러시 시대, 두 번의 세계 대전 후 난민 등 각국에서 이민을 많이 받아왔다. 인구의 약 74%가 앵글로 색슨계, 약 19%가 다른 유럽계, 약 5%가 아시아계이다. 그리스 계는 그리스와 키프로스를 제외한 세계에서 가장 많은 그리스 사람이 거주하는 것으로 유명하며 그리스 계의 축제가 많이 행해지고 있다. 차이나타운, 베트남 거리, 이탈리아 거리 등, 각 나라별로 커뮤니티를 형성하고 사는 경향이 있다. 따라서 다양한 음식 문화의 영향을 받았고, 넓은 농지와 이웃해 있는 바다로 식재료도 풍부하기 때문에 각국의 요리를 쉽게 맛볼 수 있다. 해외에서 유학생 수용에도 적극적이다.
세계 최고의 생활수준 환경, 안전하고 편안한 그리고 영어가 공식어인 것도 이민 대상자에게 인기 있는 이유이다.

## 산업
멜버른은 오스트레일리아 제2의 금융 중심지로, 오스트레일리아의 3대 대기업인 텔스트라, BHP 빌리톤, 오스트레일리아 은행의 본사가 있으며, 호주상공회의소, 호주증권거래소에 상장된 대부분의 회사의 본사가 밀집해 있다.
오스트레일리아 자동차 산업의 중심지이자, 기계 공업, 식품 가공업이 활발하게 이뤄지고 있다. 한때 섬유, 의류, 신발 산업이 성행했지만 수입품이 들어오면서 그 영향으로 지금은 사양길에 접어들었다. 다만 해당 산업의 영향으로 멜버른은 여전히 패션의 중심지로 꼽히고 있다.

## 정치
멜버른 도시권은 30개의 시의회(의원은 공선, 시장은 의원에서 시의회가 선출)의 관할 영역으로 분할된다. 호주의 다른 주의 주도뿐만 아니라 수도권 전체의 행정은 주 정부의 관할이며, 멜버른 지역만을 관할하는 지방 자치 단체가 아니다. 도심 지역을 관할하는 멜버른 시의회 시장은 "'Lord’ Mayor"라는 고급 호칭을 갖고 있지만, 권위는 다른 시장과 변함이 없다.

## 스포츠

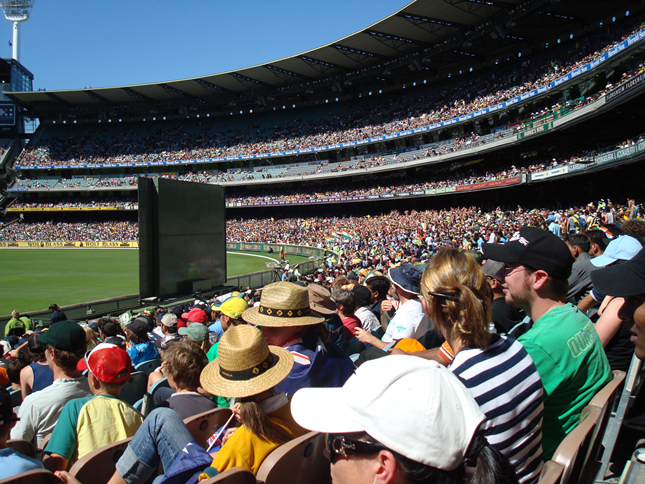
멜버른 크리켓 그라운드의 대규모 관중

멜버른은 1956년 하계 올림픽 개최지로 유명하며, 남반구에서 개최된 최초의 하계 올림픽이자 2000년 시드니 올림픽까지는 유일한 대회이기도 했다. 2006년에는 코먼웰스 게임이 열렸다.
멜버른에서 매년마다 개최되는 국제 경기는 3개가 있다.
- 오스트레일리아 오픈(4대 테니스 그랜드 슬램 중 하나)
- 멜버른 컵 (경마)
- 오스트레일리아 그랑프리 (포뮬러 원)

최근에는 세계 궁극의 스포츠 도시라는 타이틀을 요구하고 있다. 국립 스포츠 박물관이 멜버른 크리켓 그라운드 밖에 있었지만, 2008년에 올림픽 경기장으로 이전하여 다시 문을 열었다. A-리그에 속하는 축구팀으로는 멜버른 빅토리 FC와 멜버른 시티 FC가 있고, 럭비 리그 클럽으로는 멜버른 스톰이 있다.

## 관광
- 그레이트오션로드
- 필립 아일랜드
- 윌슨스 프로몬터리
- 소버린 힐
- 퍼핑 빌리
- 단데농
- 야라 밸리
- 모닝턴 페닌슐라
- 힐스빌
- 그램피언즈 국립 공원

### 시내 유명 지역
- 퀸 빅토리아 마켓
- 리알토 타워
- 유레카 타워
- 야라강
- 차이나타운
- 스완스톤 스트리트

### 페스티벌
- F1
- 뭄바 페스티벌

## 교육

### 대학교
| 대학명                        | 설립년도 | 대학지위 취득년도 | 학생 수 | 교수 수 |
| ----------------------------- | -------- | ----------------- | ------- | ------- |
| 멜버른 대학교                 | 1853     | 1853              | 35,533  | 3,328   |
| 로열 멜버른 공과대학교 (RMIT) | 1887     | 1992              | 49,476  | 3,604   |
| 스윈번 공과대학교             | 1908     | 1992              | 53,136  | 1,422   |
| 빅토리아 대학교               | 1916     | 1990              | 57,154  | 2,854   |
| 모나쉬 대학교                 | 1958     | 1958              | 55,000  | 8,172   |
| 라 트로브 대학교              | 1964     | 1964              | 25,744  | 2,749   |
| 디킨 대학교                   | 1974     | 1974              | 34,616  | 2,978   |

주립 고급 직업 학교인 TAFE와 그밖에 사립 전문 학교도 많으며, 주립, 사립 초등/중등 교육기관에는 다양한 종류가 있다. 이 중에는 공식적인 학위 및 자격을 수여하지 않는 일반 성인 교육기관도 많다.

## 교통

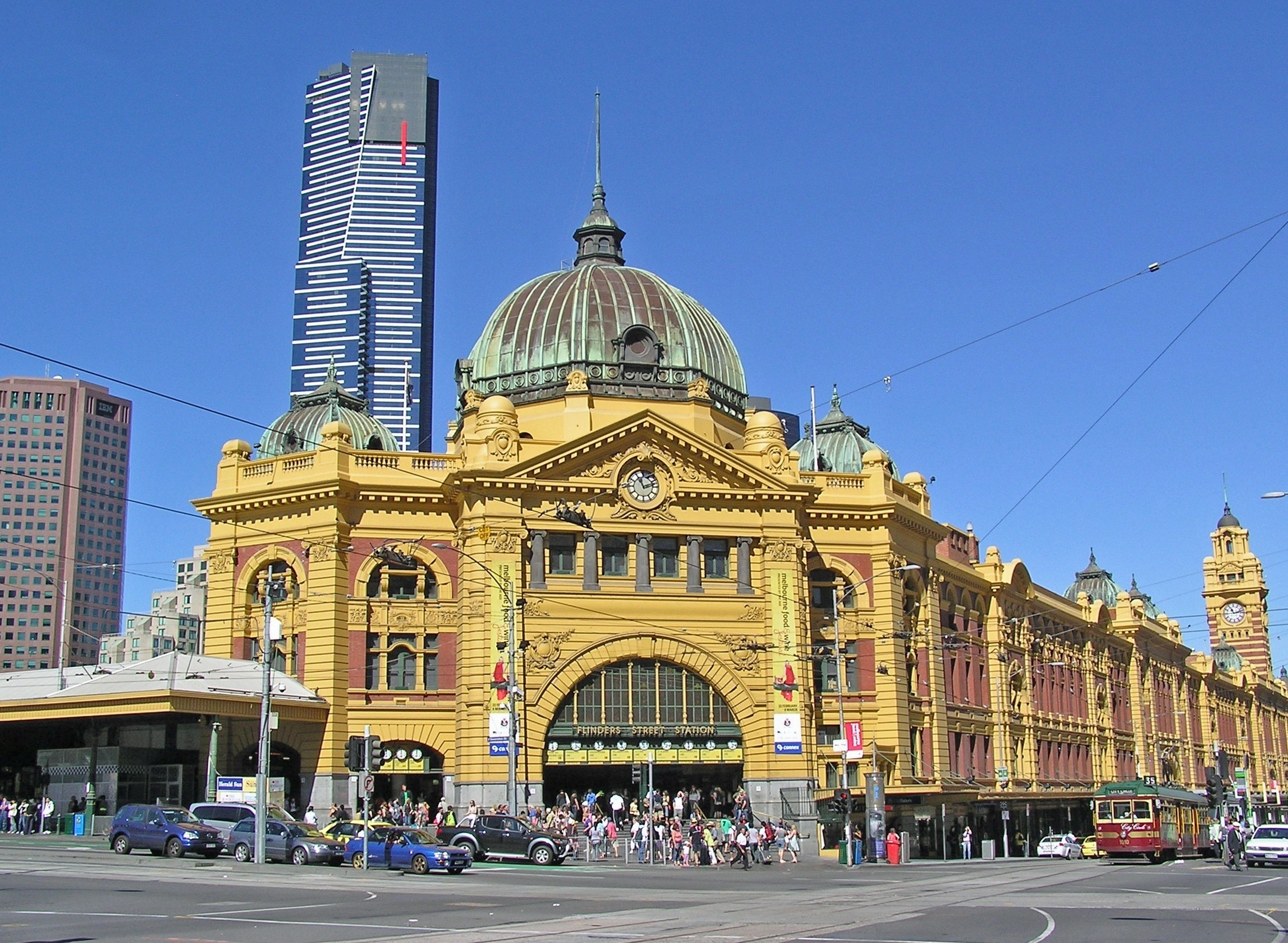
플린더스 스트리트 역

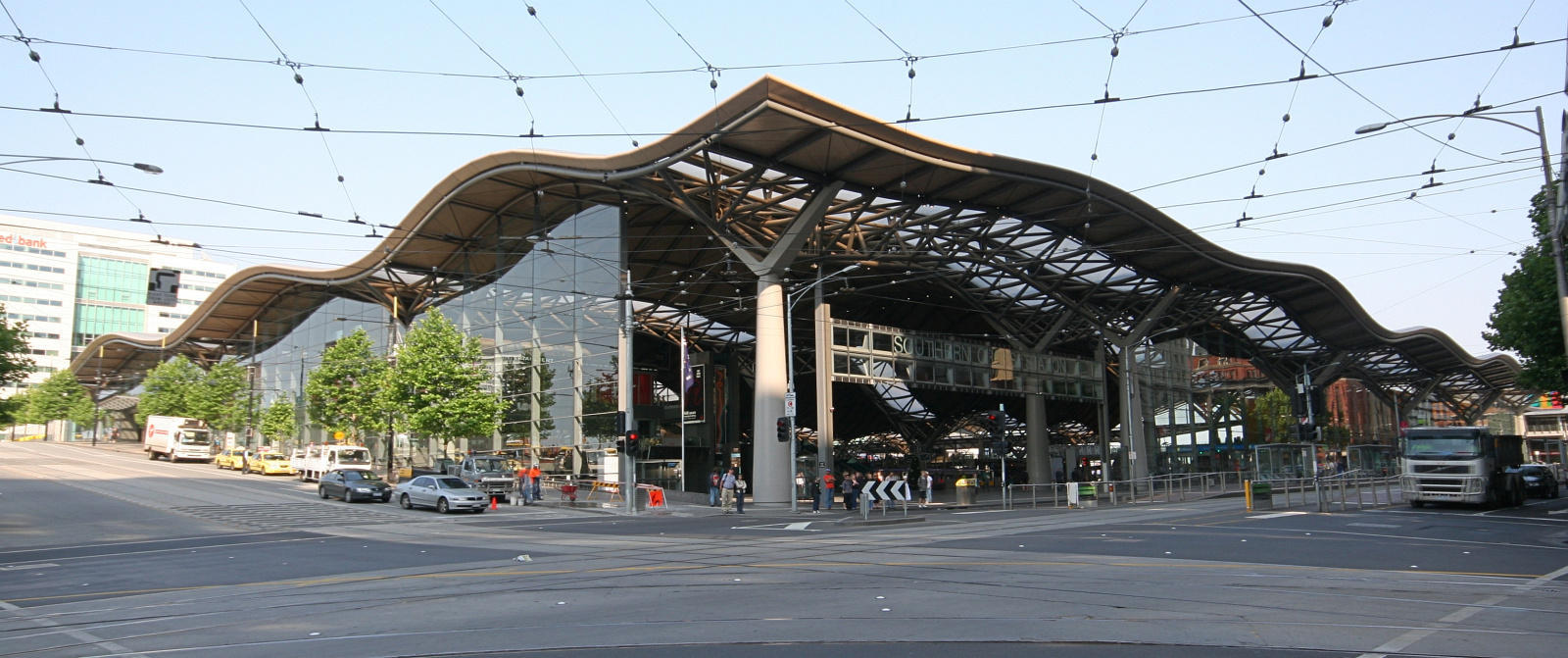
서던 크로스 역

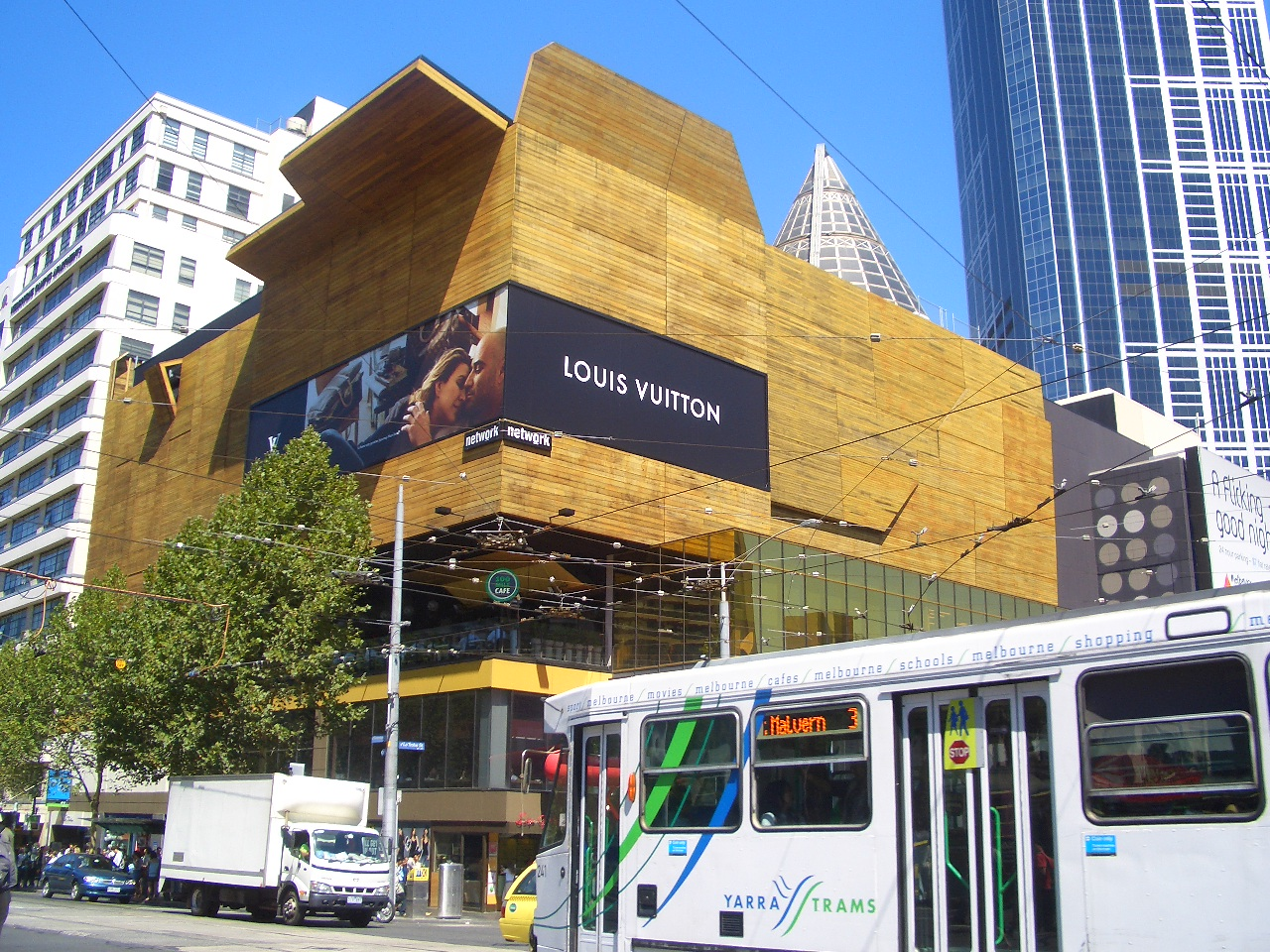
멜버른 센트럴 역

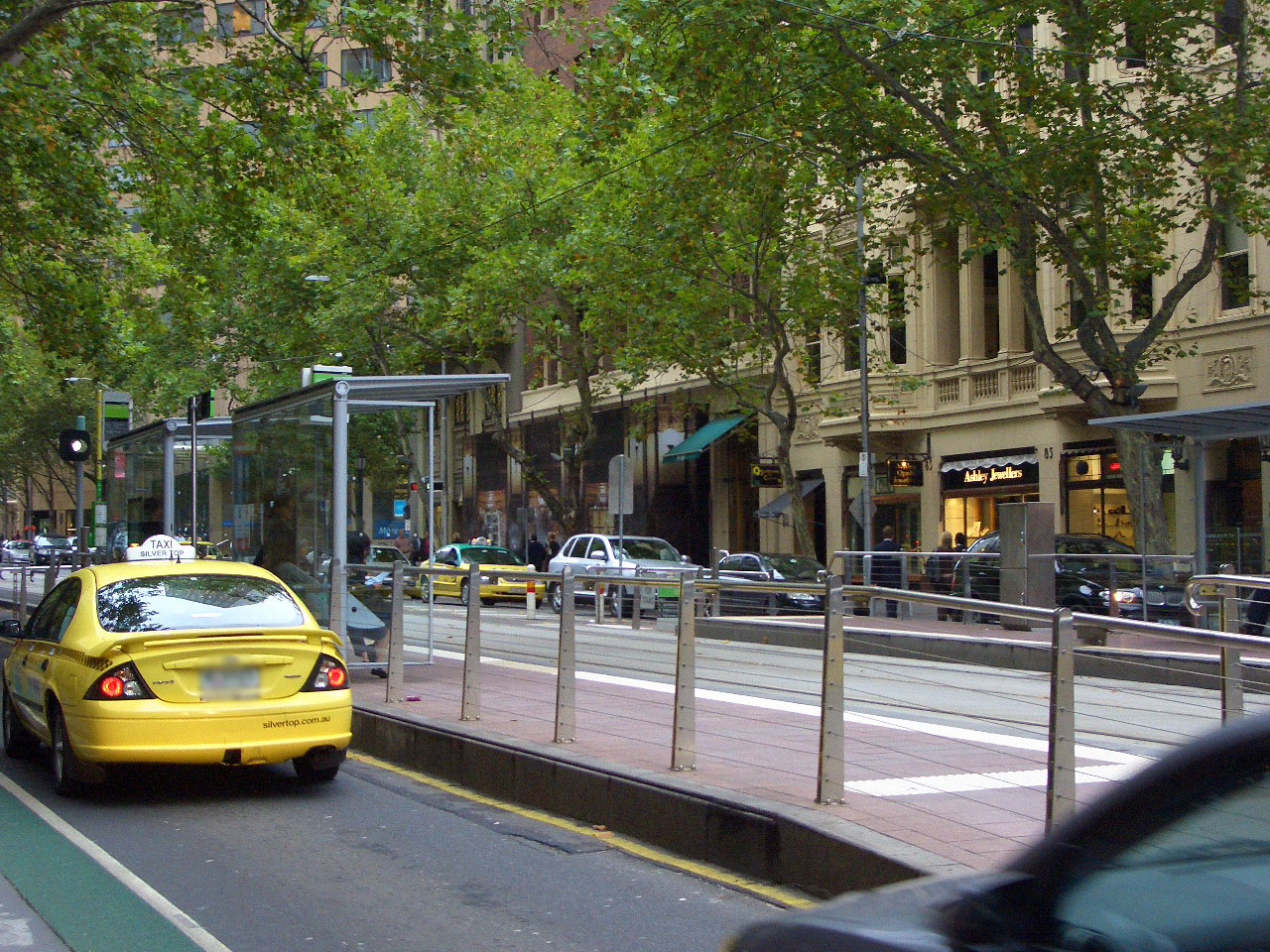
시내에 있는 전형적인 트램(노면전차) 정류장

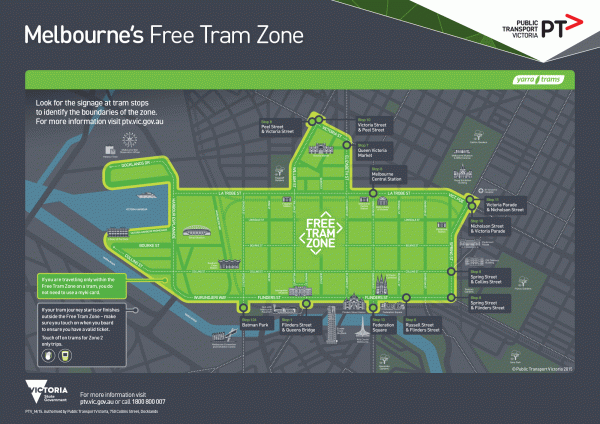
노면전차(트램)을 무료로 이용할 수 있는 지역이다.

멜버른의 대중교통 기관은 빅토리아 주 정부의 승인 하에 노면전차(야라 트램)와 철도(메트로) 각각을 운영하는 회사에 의해 제공되고 있다. 이들은 1990년대 후반까지 주 정부가 직접 운영을 했는데, 현재의 이 시스템은 통틀어서 "PTV"로 불리고 있다.
노면전차는 약 240km로 세계에서도 보기 드문 충실한 노선망을 자랑한다. 구시가지(City)에서 교외 방면으로는 방사상으로 근교 전철이 늘고 있다. 해당 터미널인 플린더스 스트리트 역은 입구에 줄지어 시계 반(각 노선의 출발 시간을 나타냄)이 나란히 서있는 모습이 특징적이며, 멜버른의 상징적인 건축 중 하나이다. 이 근교 노선은 구시가지의 가장자리를 일주(City Loop라고 함)하며, 북쪽, 동쪽 주변의 세 개의 역(플래그스태프, 멜버른 센트럴, 팔리아멘트) 이외에 지하에 있는 역은 없다.
또한, 노면전차 중심 순환 노선에는 관광객을 위한 무료 트램(시티 서클)이 달리고 있으며, 시내 순환선으로 운영되기 때문에 도심 곳곳의 관광 명소를 돌 수 있다. (갈색의 나무 전차로 상징되는 시티 서클은 무료지만, 차량이 오래되고 에어컨이 없기 때문에 여름에는 유의할 필요가 있다)
2015년 1월 1일 이후로 독랜드(Docklands)와 퀸 빅토리아 마켓(Queen Victoria Market), 그리고 사업 중심 지구(CBD)내를 지나는 모든 노면전차(트램)은 무료로 탑승이 가능하다. 이 지역은 Free Tram Zone으로 설정되어 있어, 이 지역 내에서 타고 내릴 때는 마이키》(Myki) 카드를 필요로 하지 않는다. 또한, 2016년 1월 1일 이후로 Night Network, 즉 주말(토요일, 일요일 새벽)에만 모든 교통수단(노면전차(트램, 일부), 버스(일부), 철도(트레인), V-line)이 30분에서 1시간 사이로 운행되고 있다.
시내에는 많은 버스 회사가 존재한다. 장거리 열차는 도심부 서쪽 서던 크로스 역에서 발착한다. 빅토리아 주에서 운영하는 열차는 V - LINE이라고 불린다. 다른 주로 가는 기차는 애들레이드행과 시드니행이 있다. 서던 크로스 역과 도심 북부에 고속버스 터미널이 있다.
근교 전차와 노면전차, 노선 버스는 《마이키》(Myki)라는 교통카드를 구입하여 이용할 수 있으며, 해당 지역 내에서는 제한 시간 내에 횟수에 상관없이 자유롭게 이용할 수 있다. 지역은 시내를 중심으로 주변 (반경 약 10km) 지역이 Zone 1, 그렇지 않으면, Zone 2가 된다. 요금 체계는 해당 영역을 승차권(Zone 1에서 사용하면 Zone 1 티켓을 구입) 또는 영역이 걸쳐 있는 경우 영역 1 +2를 같이 구입하는 시스템으로 되어 있다. 티켓은 2시간권(2Hour) * 1일권 (Daily) * 1주일권 (Weekly) * 1개월권(Monthly)가 1주일 또는 1개월권, 연간권을 가지고 있으며, 주말 공휴일에만 해당 티켓 어느 영역에서도 이동할 수 있다. 또한 주말 및 공휴일에는 ‘위켄드 세이브’(Weekend Save)라는 주말에 특별할인 요금을 이용할 수 있으며, 영역 1, 2 전 지역 같은 요금으로 탈 수 있다. 2016년 기준으로, Myki Money요금(Zone 1+2기준)은 2시간(2hrs) Full-fare $3.90, Concession $1.95 / 1일권(Daily) Full-fare $ 7.80, Concession $3.90이다.

### 도로
멜버른의 도로는 일반적으로 도로 폭이 넓고, 도심에서 가까운 주택지의 일반도로에서도 편도 2차로인 경우가 많다. 또한 보도도 잘 완비되고 있다. 고속도로는 시속 100km로 주행할 수 있는 하이웨이와 일반의 도로와는 분리된 프리 웨이가 있다. 모두 무료로 이용할 수 있다. 또, 이전에는 시가지 (City)를 가로질러 시의 동서를 이동하는데 시간이 오래 걸리는 문제점이 있었지만, 최근에 개통한 유료 도로 City Link에 의해 현재는 해소하고 있다. 단지 이 City Link도 근년의 인구 증가나 차 등록율의 상승에 따라가지 못하고 있으며, 아침, 저녁의 러시타임에는 상당한 정체를 일으켜, 러시 시의 새로운 정체를 피하기 위해, City Link 입구에 신호대를 설치, 차량 이용자의 수를 제한하여 정체를 완화시키려고 시도하고 있다.
운전을 할 때에는 교차로에서 후크 턴(hook turn)에 유의할 필요가 있다. 일부 교차로에서는 우회전(한국과는 반대로 좌측통행이기 때문에 한국의 좌회전 신호에 해당된다)을 할 때 중앙선에서 가까운 차로(오른쪽)가 아닌 가장 왼쪽 차로에서 우회전을 해야 한다. 후크 턴을 해야 하는 교차로에는 신호등 옆에 표시가 되어 있으므로 이에 주의해야 한다. 또한 노면전차와 자동차가 공유하는 도로가 많으므로 이에 관련된 교통법규에도 유의해야 한다. 공유하는 도로에서 노면전차가 정류장 근처에 도착했을 때 혹은 멈췄을 때 운전자는 반드시 트램 뒤에서 멈춰야 한다.

### 항공
- 멜버른 공항(툴라마린 국제공항)은 멜버른 북서쪽의 툴라마린 지구에 있으며, 국제선, 국내선 모두 취항한다. 대한항공이 한때 인천 - 멜버른 노선을 운항했으나, 2013년에 단항되어 현재 대한민국 직항은 없다.
- 아발론 공항은 멜버른과 남서쪽 질롱 사이에 있는 제2공항으로, 저가 항공사의 국내선 항공편이 취항한다.
- 에센던 공항, 멜버른에서 최초의 주요 공항이다, 개인 소유 비행기 및 일부 소규모 지역 노선이 운항되고 있다.
- 무라빈 공항, 개인 소유 비행기 및 일부 소규모 지역 노선이 운항되고 있다.
- 호주 공군의 쿡 포인트 기지는 도시의 남서쪽 끝에 있다.

### 해로
멜버른 항구는 호주에서 가장 큰 컨테이너 및 일반 화물의 항구이다. 세계 300 도시와 화물 항로가 있으며 연간 3,200척의 선박이 운항한다. 멜버른 항구는 멜버른 시내 서쪽 마리비농강과 야라강 교차하는 지점에 있다. 항구와 빅토리아의 데본 포트를 연결하는 정기 카페리 "Spirit of Tasmania"의 부두에는 전차도 접근할 수 있다.

## 자매결연 도시
- 일본 오사카시 - 1978년
- 중국 톈진 - 1980년
- 그리스 테살로니키 - 1984년
- 미국 보스턴 - 1985년
- 러시아 상트페테르부르크 - 1989년
- 대한민국 광주광역시 - 2003년
- 이탈리아 밀라노 - 2004년
- 스리랑카 갈 - 2005년

## 문화
- 미안하다, 사랑한다 (KBS 2TV 월화 드라마 - 2004년 하반기 방영작)

## 같이 보기
- 멜버른 국제 모터쇼
- 멜버른 공항